# 魔域幻境系列
虚幻系列是Epic Games开发的第一人称射击游戏系列。系列还因支持游戏并授权其他开发商使用的虚幻引擎而知名。作为Epic聚焦于引擎技术的结果，地图设计等许多创造性工作量历来都外包给其他工作室，即Digital Extremes。Legend Entertainment制作了第一款游戏的扩展包和续作《虚幻II：觉醒》。但最新作品全部设计工作由Epic内部完成。
系列发行权数次易手。GT Interactive是初代发行商，一系列的收购和公司重组将权利转移到Infogrames及之后继承的雅达利。然而在《虚幻竞技场2004》制作中，Epic和雅达利的财政争议，让Epic决定将未来作品的发行权交给其他方，并最终与Midway Games签订协议。